# الأثر البشري على دورة النيتروجين

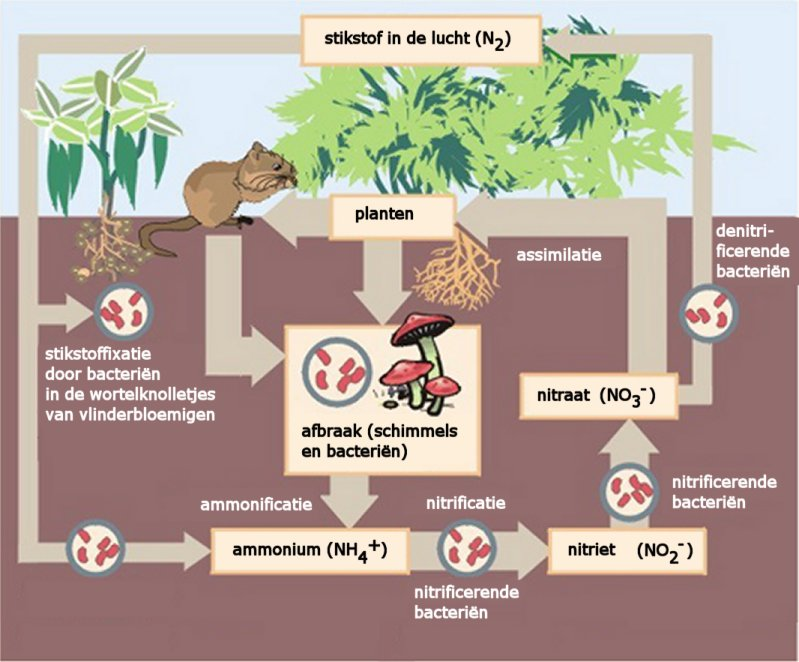

الأثر البشري على دورة النيتروجين متباين. تتجاوز مدخلات النيتروجين (N) الزراعي والصناعي في البيئة حاليًا مدخلات تثبيت النيتروجين الطبيعي. تغيرت دورة النيتروجين العالمية بشكل ملحوظ على مدى القرن الماضي نتيجة للمدخلات بشرية المنشأ. زادت الكسور المولية من أكسيد النيتروس (N2O) في الغلاف الجوي من قيمة تبلغ قرابة 270 نانومول/مول قبل عصر الصناعة إلى نحو 319 نانومول/مول في عام 2005. تشكل الأنشطة البشرية مصدرًا لأكثر من ثلث انبعاثات أكسيد النيتروس، والتي يُعزى معظمها إلى القطاع الزراعي. تهدف هذه المقالة إلى إجراء استعراض موجز لتاريخ مدخلات عمليات صنع النيتروجين، والإحاطة بآثار مدخلات النيتروجين على أنظمة بيئية برية ومائية مختارة.

## تاريخ مدخلات النيتروجين بشرية المنشأ
يشكل غاز النيتروجين (N2) نحو 78% من الغلاف الجوي للأرض، وهو مركب خامل وغير متاح بيولوجيًا لمعظم الكائنات الحية. ليتسنى استخدام غاز النيتروجين في معظم العمليات البيولوجية، يجب تحويله إلى النيتروجين التفاعلي، والذي يشمل أشكالًا مختزلة غير عضوية (الأمونيا والأمونيوم)، وأشكالًا مؤكسدة غير عضوية (أكسيد النيتريك، وثنائي أكسيد النيتروجين، وحمض النيتريك، وأكسيد النيتروس، والنترات)، ومركبات عضوية (اليوريا، والأمين، والبروتينات). يمتلك غاز النيتروجين رابطة ثلاثية قوية، وبالتالي يستلزم تحويله إلى النيتروجين التفاعلي كمية كبيرة من الطاقة (226 كيلوكالوري مول-1). قبل العمليات الصناعية ، كانت الإشعاعات الشمسية وعمليات التفريغ الكهربائية المصادر الوحيدة لمثل هذه الطاقة. تُحول بعض البكتيريا والبكتيريا الزرقاء غاز النيتروجين الجوي إلى الأمونيا باستخدام كمية كبيرة من الطاقة الاستقلابية وإنزيم نيتروجيناز، وهي عملية تُعرف باسم التثبيت البيولوجي للنيتروجين. تمثل عمليةُ هابر-بوش التماثليةَ البشريةَ للتثبيت البيولوجي للنيتروجين، إذ يتفاعل فيها غاز الهيدروجين مع غاز النيتروجين في الغلاف الجوي عند درجات حرارة وضغوط عالية لإنتاج الأمونيا. وفي النهاية، يتحول غاز النيتروجين  إلى أكسيد النيتريك بواسطة طاقة البرق، والتي لا تكاد تُذكر في الأنظمة البيئية المعتدلة الحالية، أو عن طريق احتراق الوقود الأحفوري.
كان التثبيت البيولوجي للنيتروجين الطبيعي والناشئ بفعل الزراعة (على سبيل المثال، زراعة المحاصيل البقلية) والمواد العضوية المدمجة المصادر الوحيدة للنيتروجين للإنتاج الزراعي حتى عام 1850. قرب نهاية  القرن، جرى حصاد النيتروجين التفاعلي من رواسب ذرق الطيور ونترات الصوديوم وتصديرها من جزر المحيط الهادئ القاحلة وصحاري أمريكا الجنوبية. في أواخر عشرينيات القرن العشرين، استُخدمت العمليات الصناعية المبكرة، وإن كانت غير كافية، لإنتاج الأمونيا. أصبحت عملية هابر-بوش أكبر مصدر للأسمدة النيتروجينية بعد خمسينيات القرن العشرين بفعل الجهود التي بذلها كل من فريتز هابر وكارل بوش، وحلت محل التثبيت البيولوجي للنيتروجين مصدرًا رئيسيًا لإنتاج الأمونيا. في الفترة الممتدة بين عامي 1890 و1990، ازداد النيتروجين التفاعلي الناجم عن الأنشطة البشرية نحو تسعة أضعاف. خلال هذا الوقت، تضاعف عدد السكان أكثر من ثلاثة أضعاف، ويُعزى ذلك جزئيًا إلى زيادة الإنتاج الغذائي.
منذ اندلاع الثورة الصناعية، أصبح احتراق الوقود الأحفوري مصدرًا إضافيًا لمدخلات النيتروجين الناتج عن الأنشطة البشرية، وهو ما يُستخدم في إطلاق الطاقة (على سبيل المثال لتشغيل السيارات). عند احتراق الوقود الأحفوري، توفر درجات الحرارة والضغط المرتفعان الطاقة اللازمة لإنتاج أكسيد النيتريك من أكسدة غاز النيتروجين. بالإضافة إلى ذلك، عند استخراج الوقود الأحفوري وحرقه، قد يتحول النيتروجين الأحفوري إلى تفاعلي (أي انبعاثات أكاسيد النيتروجين). خلال سبعينيات القرن العشرين، بدأ العلماء يدركون أن مدخلات النيتروجين تتراكم في البيئة وتؤثر على الأنظمة البيئية.
متوسط الانبعاثات المُحمّضة (تلوث الهواء) لأغذية مختلفة لكل 100 غرام من البروتين
| الانبعاثات المُحمّضة (غرام مكافئ من ثنائي أكسيد الكبريت لكل 100 غرام بروتين) | أنواع الغذاء      |
| 343.6                                                                      | لحم البقر         |
| 165.5                                                                      | الجبن             |
| 142.7                                                                      | لحم الخنزير       |
| 139.0                                                                      | لحم الضأن والخروف |
| 133.1                                                                      | القشريات          |
| 102.4                                                                      | الدواجن           |
| 65.9                                                                       | الزراعة المائية   |
| 53.7                                                                       | البيض             |
| 22.6                                                                       | الفولاوات         |
| 8.5                                                                        | البازلاء          |
| 6.7                                                                        | التوفو            |